# 사탑

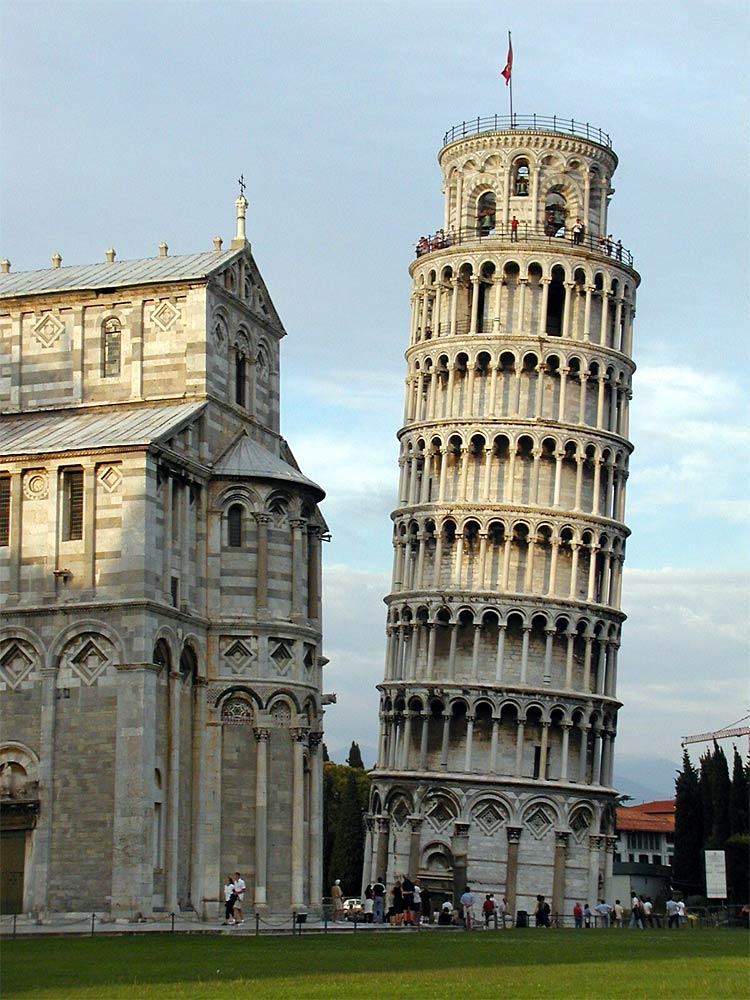
대표적인 사탑 중 하나인 이탈리아 피사의 사탑

사탑(斜塔, leaning tower)은 한 쪽으로 기울어진 탑을 의미한다. 자연적 요인에 따라 의도치 않게 만들어진 사탑과, 인공적으로 의도해서 만들어진 사탑으로 나뉜다.
전세계적으로 기울어진 탑은 매우 많으며, 그중에서도 피사의 사탑이 제일 유명하다. 다음은 대표적인 사탑의 목록이다.

## 아시아

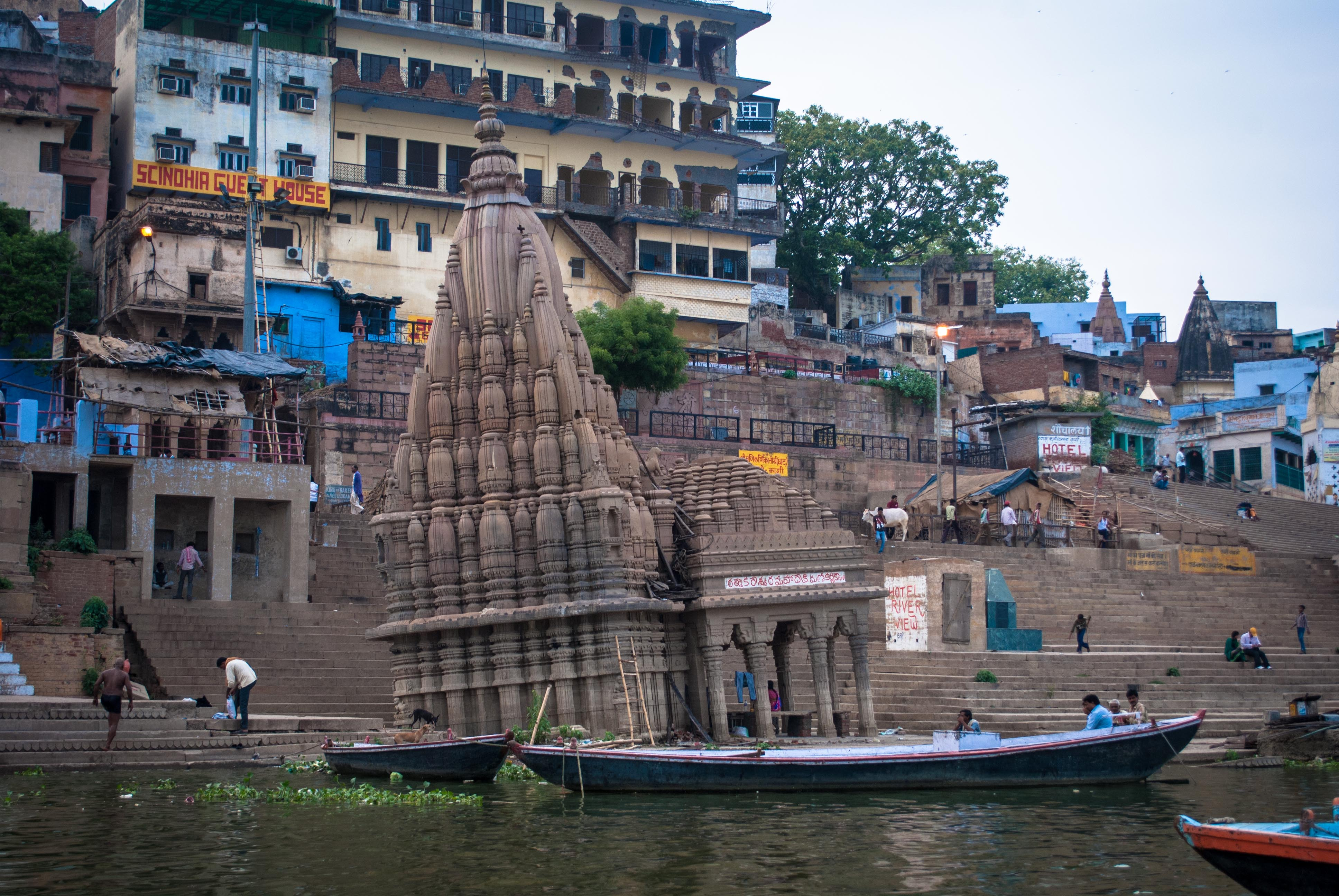
인도 바라나시의 라트네슈와 마하데이 사원

### 중국
- 시안의 대안탑
- 상하이 부근 톈마 산의 후주탑
- 장쑤성 쑤저우의 운암사탑
- 후베이성 유촨 사의 철탑
- 랴오닝성 쑤이중 현의 첸웨이 사탑
- 홍콩과 선전을 잇는 심항 서부 도로의 쌍둥이 사탑

### 인도
- 에투마누르 사원의 황금 사탑
- 삼발푸르의 후마 사탑
- 바라나시의 라트네슈와 마하데이 사원

### 기타 국가
- 이라크 모술의 알누리 모스크

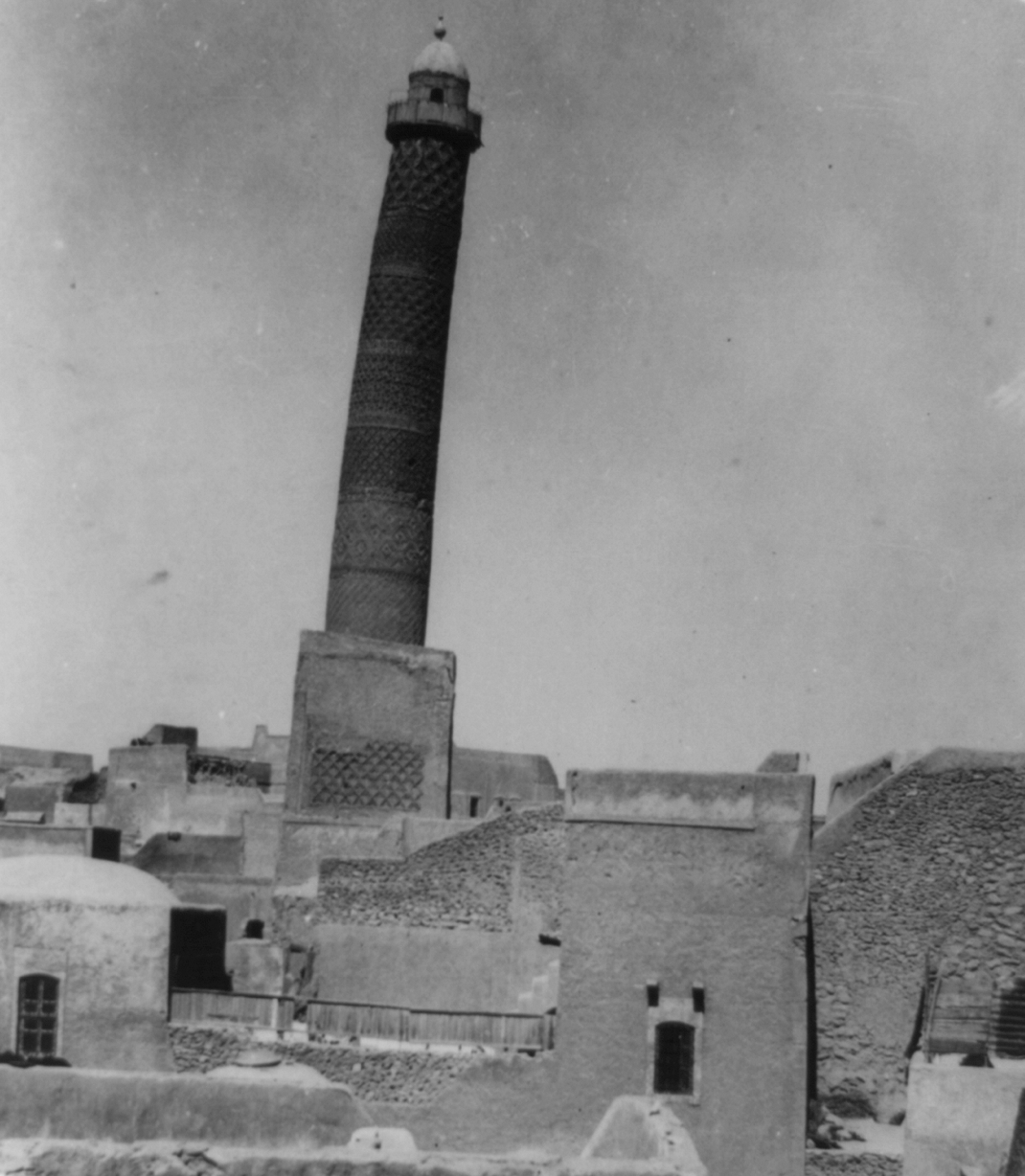
12세기에 지어진 이라크 모술의 알누리 모스크 (1932년 촬영)

- 말레시이사 페락주 텔룩인탄의 텔룩인탄 사탑
- 필리핀 남카마리네스주 봄본 교구회 종탑
- 아랍에미리트 아부다비의 캐피털 게이트

## 유럽

### 독일

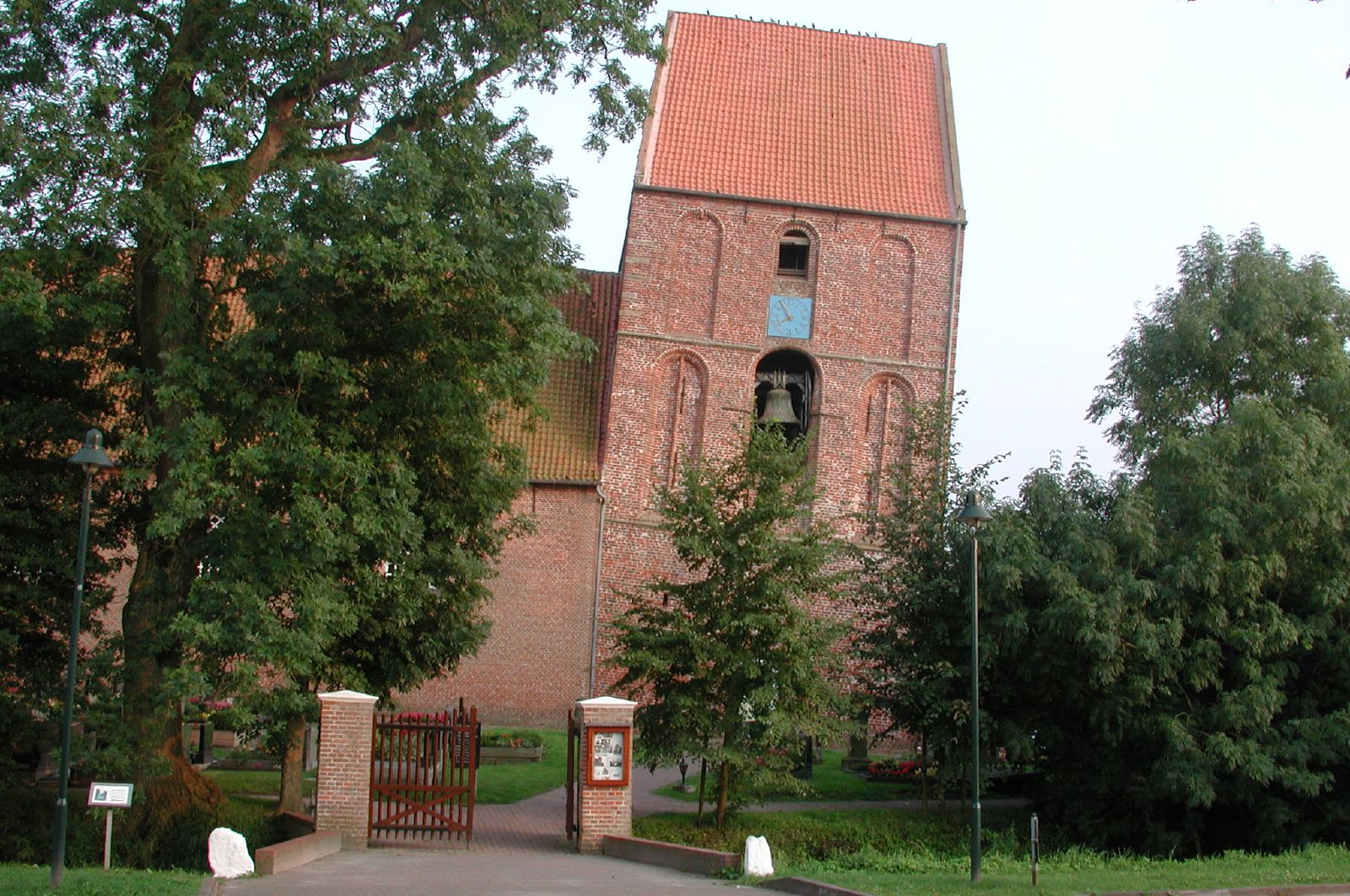
주르후젠의 사탑

- 울름의 메츠게르투름 사탑 (Metzgerturm)[1]
- 뒤셀도르프의 노이어 촐호프
- 바우첸의 라이헨투름 사탑 (Reichenturm)
- 주르후젠의 사탑 (Schiefer Turm von Suurhusen) - 세계에서 가장 많이 기울어진 사탑으로 기네스북에 올랐다.
- 다우세나우의 사탑 (Schiefer Turm von Dausenau)
- 바트프랑켄하우젠의 오베르키르슈 교회 종탑

### 이탈리아
- 카오를레의 카오를레 대성당 종탑
- 피사의 피사 대성당 종탑 (피사의 사탑)
- 피사의 산 미첼레 델리 스칼치 성당 종탑
- 피사의 산 니콜라 성당 종탑
- 포르토그루아로의 대성당 종탑
- 베네치아의 산 조르조 데이 그레치 성당 종탑
- 베네치아 부라노섬의 산 마르티노 교회 종탑
- 베네치아의 산토 스테파노 성당 종탑
- 베네치아 산마르코의 종탑
- 로마의 밀리치에 탑
- 볼로냐의 쌍둥이 탑 (아시넬리 탑과 가리센다 탑)

### 네덜란드
- 베둠의 발프리뒤스커르크 교회탑
- 델프트의 아우더 케르크 교회탑
- 도르드레흐트의 중앙교회탑
- 레이우아르던의 올데호버 탑
- 그로닝언의 마르티니토런 탑
- 아크보이의 캇하리나커르크 탑
- 더리르의 돔커르크 탑
- 루넌안더페흐트의 교회탑

### 영국
- 웨일스 캐어필리 성의 남동쪽 탑
- 웨일스 몬머스셔 주 쿠머오의 세인트 마틴 교회의 첨탑
- 북아일랜드 벨파스트의 앨버트 메모리얼 시계탑
- 북아일랜드 벨파스트의 애들레이드 스트리트 2번지 건물
- 잉글랜드 슈롭셔주 브리지노스의 브리지노스 성 탑
- 잉글랜드 브리스톨의 템플 교회탑
- 잉글랜드 킹스린의 그레이프리어스 타워
- 잉글랜드 체스터필드의 세인트 메리 앤드 올 세인츠 교회 첨탑[2]
- 잉글랜드 에식스주 브라이틀링시의 베이트맨스 타워
- 런던의 엘리자베스 타워[3]

### 스페인
- 마드리드의 푸에르타 데 에우로파 타워 - 최초의 마천루 사탑
- 아라곤 주 카탈라유드의 산 페드로 델 로스 프란코스 교회의 무데하르 탑
- 사라고사의 사탑 - 스페인에서 가장 유명한 사탑이었으나 지금은 파괴되었다.

### 폴란드
- 토룬의 크시바 비에자 탑
- 종프코비체실롱스키에의 크시바 비에자 탑
- 피지체의 바슈타 소비아 탑 (부엉이 탑)

### 러시아
- 네얀스크의 사탑
- 솔리캄스크의 소보르나야 종탑
- 카잔의 소옘비카 탑

### 루마니아
- 메디아스의 교회 사탑
- 루시슬림니크의 교회 사탑

### 기타 국가
- 벨기에 브뤼허의 종탑
- 체코 우스티나트라벰의 나네베브제티 판니 마리에 교회탑
- 덴마크 코펜하겐의 벨라 스카이 호텔
- 프랑스 파드칼레주 오예플라주의 라 투르 팡셰 (La tour penchée)
- 헝가리 세체니의 화재감시탑
- 아일랜드 골웨이주 고르트의 킬막두아그 수도원에 위치한 아일랜드 원탑
- 세르비아 벨그라드 즈베즈다라의 교회탑
- 슬로바키아 브르보베의 스베테호 마르티나 교회탑 - 슬로베키아의 피사탑이라 불린다.[4]

## 북아메리카

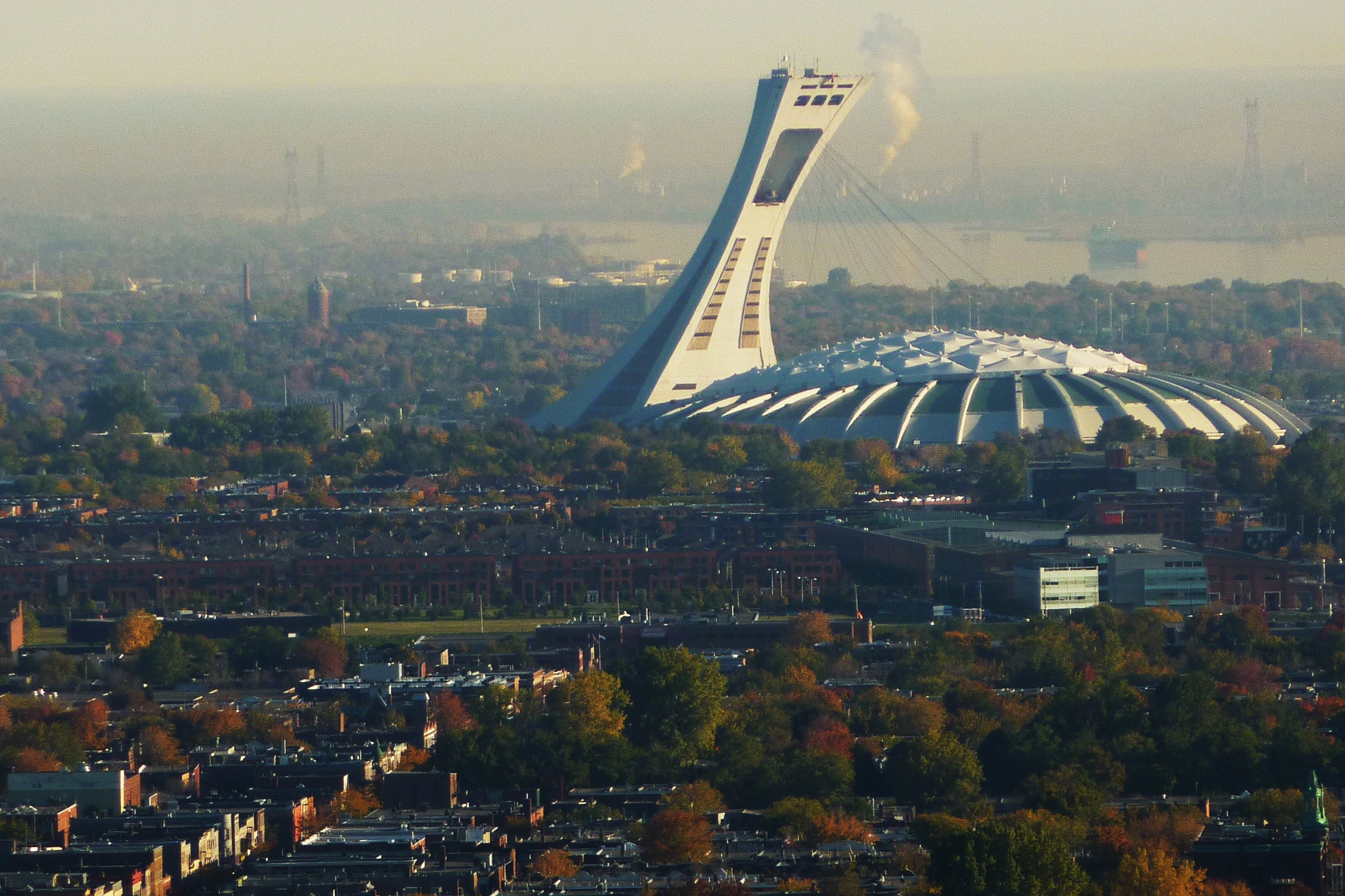
몬트리올의 올림픽 스타디움 기념탑. 인공 사탑으로는 최대 규모이다.

### 캐나다
- 퀘벡주 몬트리올의 올림픽 스타디움 타워
- 퀘벡주 생레오나르의 생레오나르 타워[5] (철거)
- 브리티시컬럼비아주 밴쿠버의 밴쿠버 하우스 (비치 앤드 하우)[6]

### 미국
- 일리노이주 닐스에 있는 닐스의 사탑 - 피사의 사탑 복제품
- 텍사스주 그룸의 기울어진 수탑
- 캘리포니아주 샌프란시스코의 밀레니엄 타워
- 메릴랜드주 체서피크 만에 위치한 틸그맨 섬의 샤프스 아일랜드 등대
- 네바다주 패러다이스 라스베이거스 스트립의 시티센터에 있는 비어 타워

## 오세아니아
- 오스트레일리아 징인의 그래비티 디스커버리 센터에 있는 사탑
- 뉴질랜드 와카나의 퍼즐링 월드에 있는 사탑

## 같이 보기
- 탑 목록
- 사장교